# La Dernière Lueur
La Dernière Lueur (The Last Gleaming) est le huitième et dernier arc narratif de Buffy contre les vampires, saison huit.

## Résumé
Buffy décide de quitter Angel et d'aider ses amis à combattre la horde de démons qui envahit le monde avec ses supers pouvoirs. Angel décide d'aider le monde à son tour, mais les puissances supérieures interviennent et le transforment en "Twilight" pour qu'il achève la mission qu'il a commencé.

## Détail de l'intrigue

### #36 - Last Gleaming, part 1
Buffy et Angel combattent les démons pendant que l'organisation des Tueuses, Amy, Warren et le général prennent la fuite à bord du vaisseau de Spike. Ce dernier et Buffy se retrouvent. La Tueuse remercie le vampire de s'être sacrifié et de l'aide qu'il lui a apporté contre les Turok-Han. Buffy avoue aussi à Spike qu'elle savait qu'il était en vie mais qu'elle n'a pas eu le temps de venir le voir. Par la suite, Spike informe Buffy des différents problèmes se déroulant au même moment. Buffy et Angel ont créé un nouvel univers et ils l'ont abandonné. De ce fait, les portes des dimensions s’ouvrent partout dans le monde libérant ainsi des milliers de démons. Mais Spike révèle à la Tueuse qu'il y a une solution : La Graine des Merveilles. Il poursuit en disant qu’elle a été enterrée dans les ruines de Sunnydale et qu’ils doivent tous y aller dès maintenant. Au même instant, dans ce qui fut Sunnydale, Le Maître (cf Saison 1) ressuscité par on ne sait quel moyen est devenu le gardien de la Graine...

### #37 - Last Gleaming, part 2
Spike explique à Buffy que la Graine des merveilles est apparue bien avant tout le monde et qu'elle est la source de toute la magie sur terre. Pendant son discours, Buffy imagine qu'elle couche avec Spike bien qu'elle lui avoue avoir apprécié ses retrouvailles avec Angel. De son côté, Willow a une vision dans laquelle on lui apprend que si la graine est détruite, les démons apparus repartiront dans leur dimension mais que toute la magie disparaîtra ainsi que le seul moyen d'activer des nouvelles tueuses, conduisant ainsi à leur disparition... Mais rapidement le groupe se retrouve à Sunnydale et Buffy doit affronter le Maître qui protège la Graine pendant qu'Angel est à nouveau contacté par les Puissances Supérieures désireuses qu'Angel achève sa mission.

### #38 - Last Gleaming, part 3
Le groupe apprend que la Graine a ressuscité le Maître lorsque Crépuscule a choisi Angel. Willow interdit à Buffy ou Giles de tuer le Maître qui parvient étrangement à avoir le dessus sur Buffy. Willow réalise alors que la Graine annule les supers pouvoirs de son amie et la sorcière envoie Buffy combattre à la surface au moment où Angel possédé par l'esprit de Crépuscule s'attaque aux autres Tueuses. Willow tente un sortilège sur la graine et ses yeux deviennent rougeâtres...

### #39 - Last Gleaming, part 4
La bataille fait rage entre Buffy et Angel. Les anciens amants, responsables du carnage qui se déroule, se livrent un combat sans merci dans les airs alors que sur terre les Tueuses font face à une armée de démons inépuisable. Un grand nombre de tueuses sont tuées pendant cette bataille. De son côté, Willow termine son sortilège et se téléporte dans les airs pour aider les tueuses en laissant le Maître enchaîné dans les décombres. Angel traverse le plafond de la salle où se trouve la graine suivi par Buffy. Angel élimine le Maître avec un coup de poing et reprend son combat contre Buffy. De son côté, Giles entre dans la salle de la graine avec la faux magique appartenant aux Tueuses, qu'il a emprunté à Faith, et se précipite vers la graine mais Angel l'arrête et lui brise la nuque d'un coup sec. Giles meurt et Buffy, folle de rage, frappe Angel avant de détruire la graine. Les Tueuses du monde entier sentent un changement s'opérer en elles. Les sorcières du monde entier perdent leurs pouvoirs y compris Willow, qui combattant dans les airs, s'écrase violemment sur le sol avant de crier à Kennedy qu'elles ont perdu. Puis on se rend compte que la Faux Mystique est cassée... De son côté, Angel est libéré de l'emprise de Crépuscule qui dans son univers parallèle se rend compte qu'il a perdu la bataille.

### #40 - Last Gleaming, part 5
6 mois après. Buffy est serveuse dans un restaurant de San Francisco et se plaint que des filles lui cherchent des problèmes. Il est probable que ces filles soient des tueuses en colère. À la fin de sa journée, Buffy va trouver Kennedy qui lui dit que Willow a rompu avec elle par sa faute et lui reproche d'avoir à nouveau changé le monde en faisant disparaître toute la magie. On apprend par la suite que Dawn et Alex ont emménagé dans leur appartement et qu'ils hébergent Buffy devenue nostalgique de ses nombreux combats passés. Lors d'une patrouille "forcée", par un stratagème de Dawn, Buffy rencontre 3 Tueuses qu'elle met au tapis rapidement et leur dit que la prochaine fois elle se battra de toutes ses forces. Par la suite, Buffy comprend le sens du mot Trahison et qu'elle est en train de le vivre.
La trahison peut venir sous la forme de quelqu’un de proche (Plan de Willow), de quelqu’un que l’on n'a pas encore rencontré, (Plan sur une petite fée) de quelqu’un qu’on ignore totalement qu’elle nous voulait du mal (Plan sur Simone) et elle peut venir d’autres personnes (Plan sur un homme inconnu)...
Un cri retentit. Une jeune femme est poursuivie par un vampire. Buffy s’élance du toit, un pieu en main, prête à le réduire en cendre.